# Montmoreau-Saint-Cybard
Montmoreau-Saint-Cybard (prononcer [mɔ̃mɔʀosɛ̃sibaʀ]), nommée autrefois Saint-Cybard-de-Montmoreau, est une ancienne commune du Sud-Ouest de la France, située dans le département de la Charente (région Nouvelle-Aquitaine).
Le 1er janvier 2017, elle devient une commune déléguée de la commune nouvelle de Montmoreau dont elle est le chef-lieu.
Ses habitants sont les Montmoréliens et les Montmoréliennes.

## Géographie

### Localisation et accès

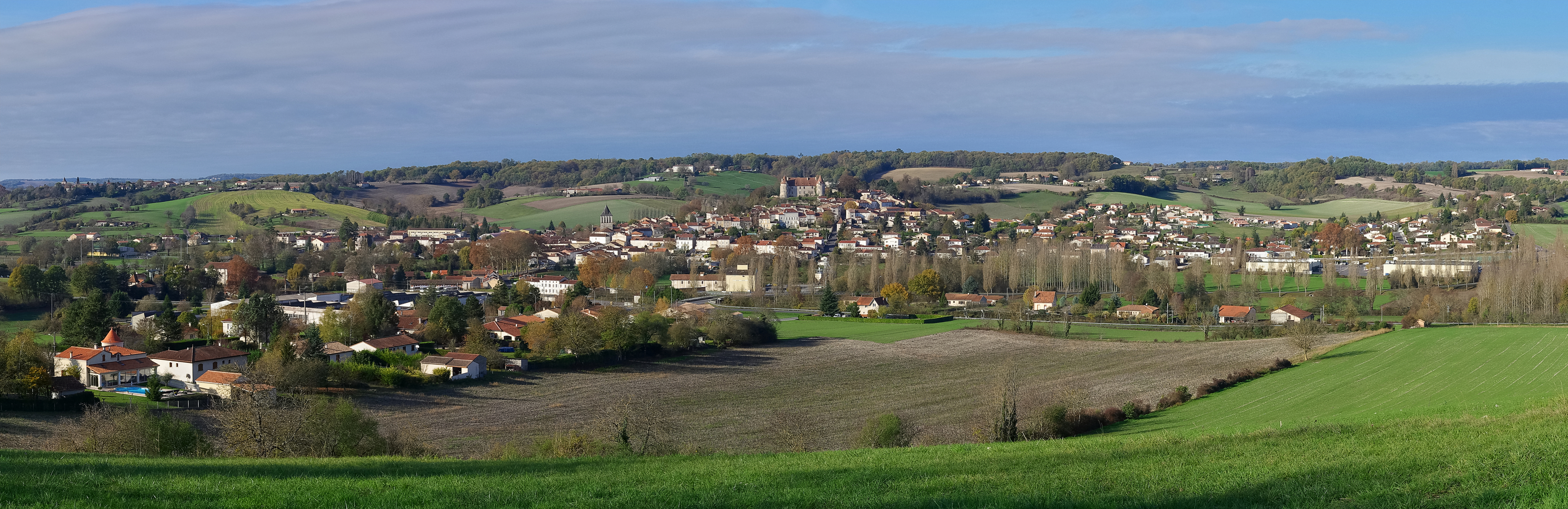
Vue de Montmoreau depuis l'est.

Montmoreau-Saint-Cybard est une commune du Sud Charente située à 28 km au sud d'Angoulême et 16 km au nord de Chalais. Elle est aussi à 24 km à l'est de Barbezieux, 12 km au sud-est de Blanzac, 15 km au sud-ouest de Villebois-Lavalette, 15 km au nord-ouest d'Aubeterre et 23 km au nord-ouest de Ribérac.
Montmoreau est située sur la route d'Angoulême à Libourne (D 674) qui descend la vallée de la Tude. La commune est aussi à un carrefour important de routes départementales; la D 709 vers Ribérac et Mussidan, la D 10, d'Aubeterre à Blanzac, Châteauneuf et Cognac, la D 24 vers Barbezieux, et la D 16 au nord-est vers Villebois, Montbron et Confolens.
Elle est également située sur la voie ferrée Paris-Bordeaux et possède une gare (sur la commune de Saint-Amant) desservie par des TER à destination d'Angoulême et de Bordeaux.

### Hameaux et lieux-dits
La commune est orientée du nord au sud, le bourg de Montmoreau se situant à l'extrémité sud. Le village de Saint-Cybard, ancienne commune qui a conservé une mairie annexe, est à environ 2 km au nord.
La commune compte par ailleurs de nombreuses fermes et de petits hameaux : chez Braud, le Girondeau près de Saint-Cybard, les Argoulons au nord, etc.

### Communes limitrophes
|                            | Pérignac                               | Aignes-et-Puypéroux (Montmoreau)       |
| Saint-Eutrope (Montmoreau) | Montmoreau                             | Saint-Amant-de-Montmoreau (Montmoreau) |
|                            | Saint-Laurent-de-Belzagot (Montmoreau) |                                        |

### Géologie et relief
Géologiquement, la commune est située dans les coteaux calcaires du Bassin aquitain datant du Crétacé supérieur, comme toute la moitié sud du département de la Charente.
On trouve le Campanien, calcaire crayeux, sur toute la surface communale. La commune est sur l'anticlinal de La Tour-Blanche d'orientation nord-ouest - sud-est. Les sommets à l'ouest de la commune sont localement recouverts de dépôts du Tertiaire (Lutétien et Cuisien) composés de galets, sables et argiles, propices aux bois de châtaigniers.
Les sommets et certains flancs de vallées sont occupés par des formations de recouvrement et colluvions issues de la roche en place et datant du Quaternaire (Pléistocène), principalement au nord du territoire communal. La vallée de la Tude, à l'est, est occupée par des alluvions récentes,,.
Le relief communal est relativement vallonné, au cœur des collines du Montmorélien. La commune est bordée à l'est par la vallée de la Tude. Le point culminant de la commune est à une altitude de 182 m, situé sur la bordure occidentale au nord de Saint-Eutrope. Le point le plus bas est à 71 m, situé le long de la Tude en limite sud près du pont en bas du bourg. Celui-ci, construit au bord de la rivière et à l'extrémité sud de la commune, s'étage entre 75 et 120 m d'altitude.

### Hydrographie

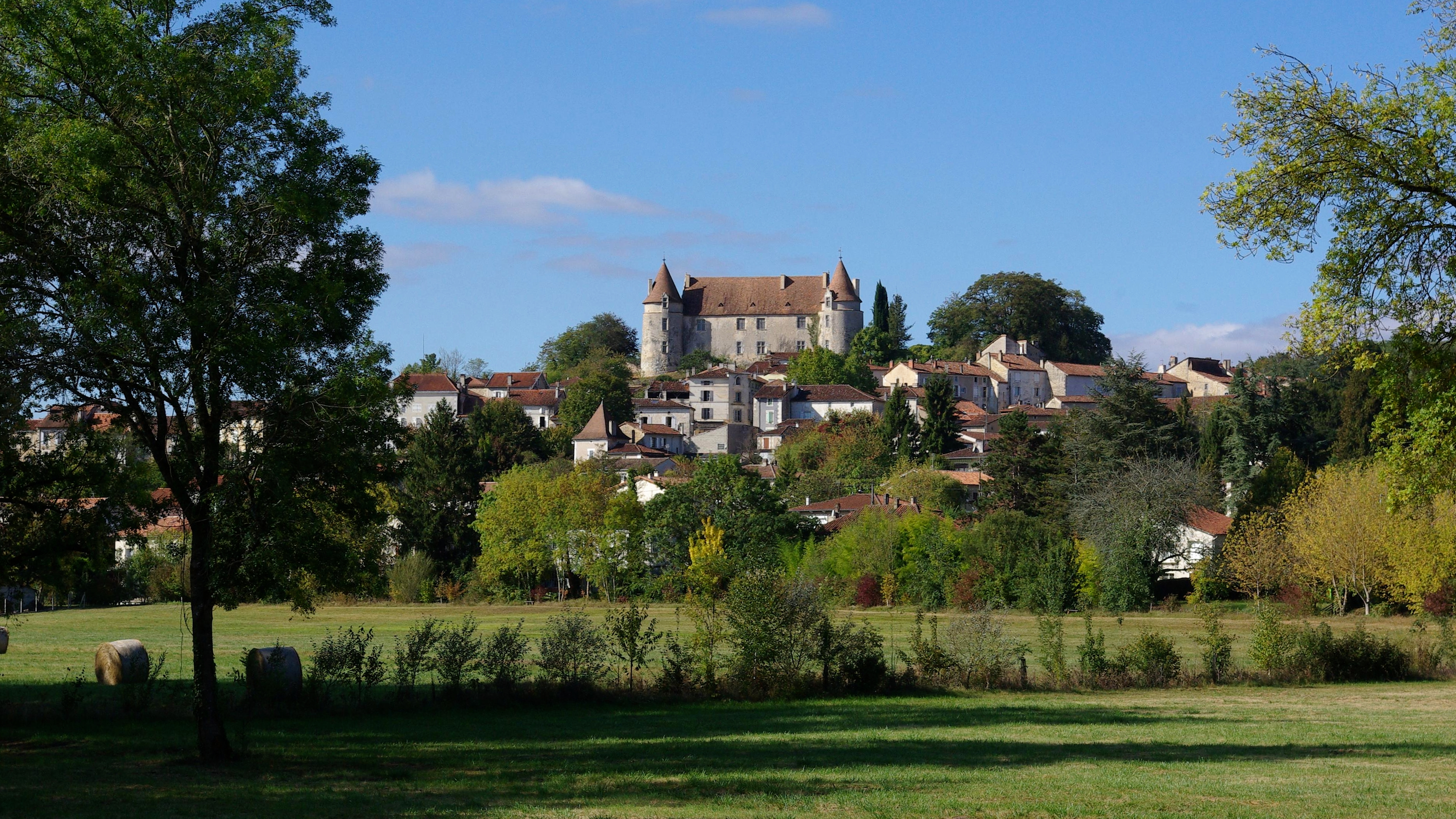
La vallée de la Tude au pied du château.

La commune est arrosée sur sa bordure orientale par la Tude, affluent de la Dronne, donc dans le bassin de la Garonne. Montmoreau est située plus près de la source de la Tude qui n'est qu'à 10 km au nord, alors que le confluent est à 35 km au sud.
De petits ruisseaux situés dans la commune au nord du bourg affluent sur sa rive droite : le ruisseau du Maine Blanc, le ruisseau du Maine Pezet, le ruisseau du Moulin d'Aignes qui descend du bourg d'Aignes et rassemble le ruisseau du Moulin Brunet qui limite la commune au nord, le ruisseau Démoulé et la Grande Fontaine qui descend de Saint-Eutrope. Quelques retenues d'eau à but agricole sont aussi à signaler.

### Climat
Comme dans les trois quarts sud et ouest du département, le climat est océanique aquitain, et semblable à celui de la ville de Cognac où est située la station météorologique départementale.

## Toponymie
Les formes anciennes sont Montis Maurelli au XIe siècle, Mons Morelli, Montemmaurelli, Mons Mourelli au XIIIe siècle, Mons Maurelii.
L'origine du nom de Montmoreau remonterait au latin mons signifiant « colline » et d'un nom de personne latin, peut-être gallo-romain, Maurellus.
Ce nom de personne, Moreau, signifie aussi bien "brun comme un Maure" que "d'origine Maure",.
Les formes anciennes de Saint-Cybard sont Sanctus Eparchius prope Montemmaurelli vers 1300, Sanctus Eparchius en 1495.
L'origine du nom de Saint-Cybard provient de l'ermite d'Angoulême Éparchius,.
La commune de Saint-Cybard a été réunie à celle de Montmoreau en 1966.

## Histoire
Selon une croyance tenace, Montmoreau aurait été fondée par les Arabes. Abd al-Rahman ibn Abd Allah al-Rhafiqi se serait arrêté sur cette colline en 727 et de son séjour, la cité aurait gardé le nom de « mont des Maures ».
Au Moyen Âge, principalement aux XIIe et XIIIe siècles, Montmoreau se trouvait sur une variante nord-sud de la via Turonensis, itinéraire du pèlerinage de Saint-Jacques-de-Compostelle qui passait par Nanteuil-en-Vallée, Saint-Amant-de-Boixe, Angoulême, Mouthiers, Blanzac, Puypéroux et Aubeterre.
Au Moyen Âge, Montmoreau était le siège d'une importante seigneurie de l'Angoumois, dont les possesseurs devaient porter un des quatre pieds du trône de l'évêque d'Angoulême lors de son intronisation.
Cette seigneurie eut dès le début des seigneurs particuliers, et aux XIIIe et XIVe siècles, plusieurs portaient le nom d'Alo de Montmoreau. Vers le milieu du XVIe siècle, Jean de Mareuil était baron de Montmoreau. Au début du XVIIe siècle, la baronnie de Montmoreau passa entre les mains de la famille de Rochechouart. En 1709, Anne de Rochechouart héritant de Montmoreau épousa Isaac de Perry, qui devint ainsi seigneur de Montmoreau et comte de Saint-Auvent. Avant la Révolution la terre de Montmoreau passa à la branche Perry de Nieuil, dont les aînés portaient le titre de baron de Montmoreau.
L'église était au Moyen Âge le siège d'un prieuré dépendant de l'abbaye de Nanteuil. Il fut conventuel jusqu'à la fin du XVIe siècle. Vers 1620, on voulut rétablir la conventualité, mais les abbés commendataires s'y opposèrent.
Au nord-ouest du château s'élevait une chapelle particulière, qui devait, comme à Villebois-Lavalette ou Marthon, accueillir des pèlerins ou voyageurs. Montmoreau était situé sur le chemin de Saint-Jacques-de-Compostelle qui passait en Charente par Nanteuil-en-Vallée, Tusson, Montignac, Angoulême, Mouthiers, Puypéroux, Aubeterre.
Pendant la Révolution, l'ancienne commune de Saint-Cybard-de-Montmoreau s'est appelée provisoirement Tude.

## Politique et administration

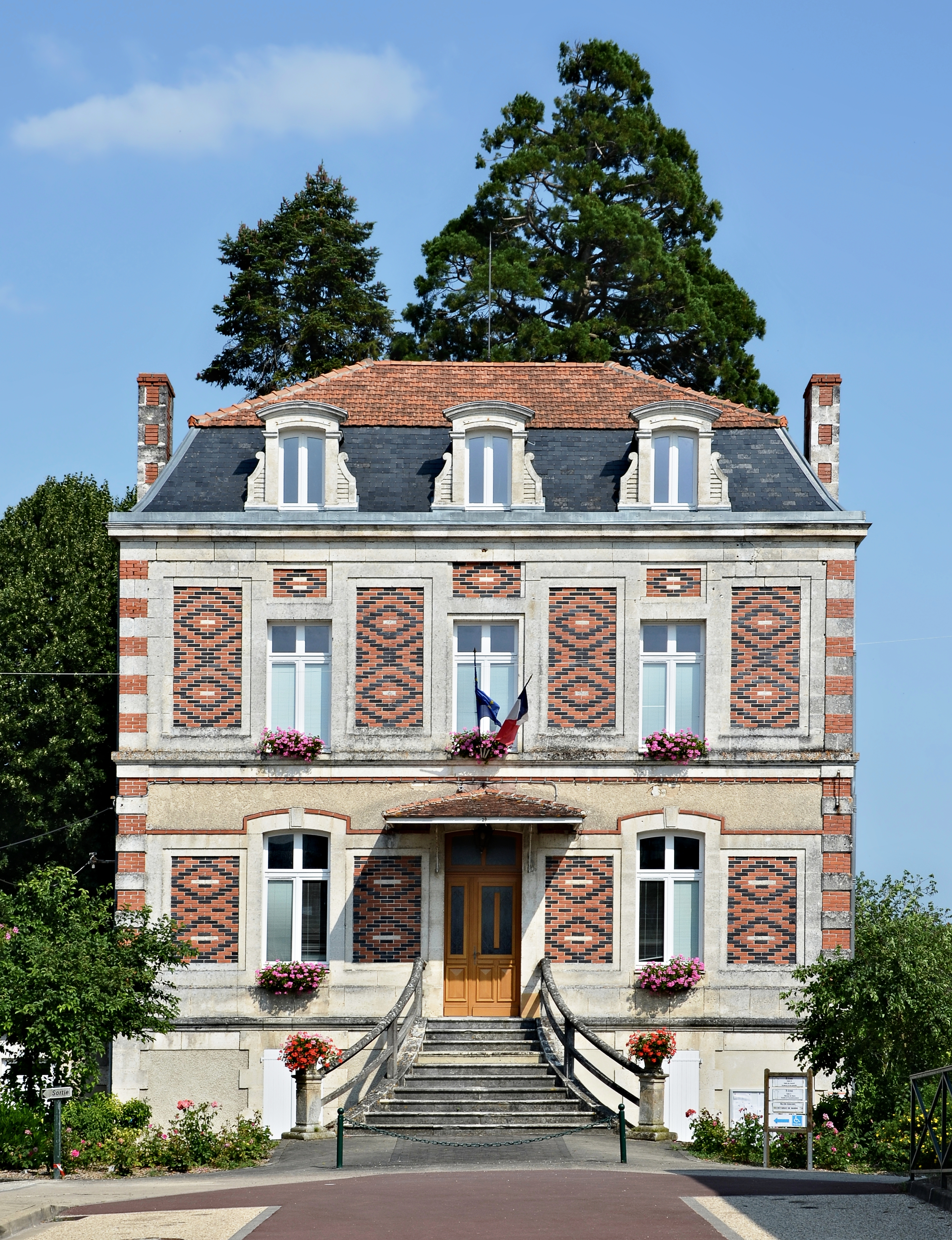
La mairie.

### Liste des maires
| Période                                  | Période | Identité           | Étiquette | Qualité  |
| ---------------------------------------- | ------- | ------------------ | --------- | -------- |
| Les données manquantes sont à compléter. |         |                    |           |          |
| avant 1981                               | ?       | Maurice Monsallut  |           |          |
| 1989                                     | 1995    | Jean-Louis Dorcier | DVD       |          |
| 1995                                     | 2008    | Jean-Claude Louis  | DVG       |          |
| 2008                                     | 2016    | Daniel Vinet       | SE        | Retraité |

### Politique environnementale
Dans son palmarès 2015, le Conseil National des Villes et Villages Fleuris de France a attribué une fleur à la commune au Concours des villes et villages fleuris.

## Population et société

### Démographie
L'évolution du nombre d'habitants est connue à travers les recensements de la population effectués dans la commune depuis 1793. À partir du 1er janvier 2009, les populations légales des communes sont publiées annuellement dans le cadre d'un recensement qui repose désormais sur une collecte d'information annuelle, concernant successivement tous les territoires communaux au cours d'une période de cinq ans. 
Pour les communes de moins de 10 000 habitants, une enquête de recensement portant sur toute la population est réalisée tous les cinq ans, les populations légales des années intermédiaires étant quant à elles estimées par interpolation ou extrapolation. Pour la commune, le premier recensement exhaustif entrant dans le cadre du nouveau dispositif a été réalisé en 2006,.
En 2014, la commune comptait 1 056 habitants, en évolution de −0,75 % par rapport à 2009 (Charente : +0,65 %, France hors Mayotte : +2,49 %).
| 1793 | 1800 | 1806 | 1821 | 1831 | 1841 | 1846 | 1851 | 1856 |
| ---- | ---- | ---- | ---- | ---- | ---- | ---- | ---- | ---- |
| 383  | 411  | 429  | 448  | 456  | 535  | 591  | 649  | 675  |

| 1861 | 1866 | 1872 | 1876 | 1881 | 1886 | 1891 | 1896 | 1901 |
| ---- | ---- | ---- | ---- | ---- | ---- | ---- | ---- | ---- |
| 701  | 699  | 771  | 785  | 791  | 797  | 736  | 743  | 780  |

| 1906 | 1911 | 1921 | 1926 | 1931 | 1936 | 1946 | 1954 | 1962 |
| ---- | ---- | ---- | ---- | ---- | ---- | ---- | ---- | ---- |
| 834  | 882  | 769  | 800  | 732  | 721  | 754  | 772  | 842  |

| 1968  | 1975  | 1982  | 1990  | 1999  | 2006  | 2011  | 2014  | - |
| ----- | ----- | ----- | ----- | ----- | ----- | ----- | ----- | - |
| 1 099 | 1 177 | 1 179 | 1 120 | 1 052 | 1 060 | 1 055 | 1 056 | - |

En 2008, Montmoreau-Saint-Cybard comptait 1 062 habitants  (soit une stagnation de 1 % par rapport à 1999). La commune occupait le 8 982e rang au niveau national, alors qu'elle était au 8 256e en 1999, et le 64e au niveau départemental sur 404 communes.
Le maximum de la population a été atteint en 1982 avec 1 179 habitants.

### Pyramide des âges
| Hommes | Classe d’âge | Femmes |
| ------ | ------------ | ------ |
| 0,2    | 90 ans ou +  | 1,7    |
| 11,2   | 75 à 89 ans  | 17,8   |
| 15,3   | 60 à 74 ans  | 18,4   |
| 18,6   | 45 à 59 ans  | 19,5   |
| 20,2   | 30 à 44 ans  | 17,3   |
| 17,1   | 15 à 29 ans  | 11,8   |
| 17,4   | 0 à 14 ans   | 13,6   |

| Hommes | Classe d’âge | Femmes |
| ------ | ------------ | ------ |
| 0,5    | 90 ans ou +  | 1,6    |
| 8,2    | 75 à 89 ans  | 11,8   |
| 15,2   | 60 à 74 ans  | 15,8   |
| 22,3   | 45 à 59 ans  | 21,5   |
| 20,0   | 30 à 44 ans  | 19,2   |
| 16,7   | 15 à 29 ans  | 14,7   |
| 17,1   | 0 à 14 ans   | 15,4   |

### Remarque
Montmoreau a absorbé Saint-Cybard en 1966.

### Enseignement
Le collège d'enseignement général Antoine Delafont accueille les élèves de la 6e à la 3e. Il compte 187 élèves répartis dans huit classes en 2011.
L'école est un RPI entre Montmoreau et Saint-Amant, qui accueillent chacune une école élémentaire. L'école de Montmoreau comporte trois classes.
Montmoreau accueille aussi une école maternelle.

## Économie

### Agriculture
La viticulture occupe une partie de l'activité agricole. La commune est classée dans les Fins Bois, dans la zone d'appellation d'origine contrôlée du cognac.

### Commerces
- Magasins (dont un boucher, des boulangers, des fleuristes, ...), des restaurants et deux grandes surfaces, route d'Angoulême.

## Lieux et monuments

### Patrimoine religieux
L'église paroissiale Saint-Denis de Montmoreau, est une église romane du XIIe siècle, et présente un beau portail. Elle a été remaniée en partie au XIXe siècle par l'architecte Paul Abadie (clocher). L'édifice est classé au titre des monuments historiques en 1846.
L'église Saint-Cybard est située à Saint-Cybard au nord du bourg, sur la route de Saint-Eutrope commune déléguée de la commune nouvelle de Montmoreau depuis le 1er janvier 2017.

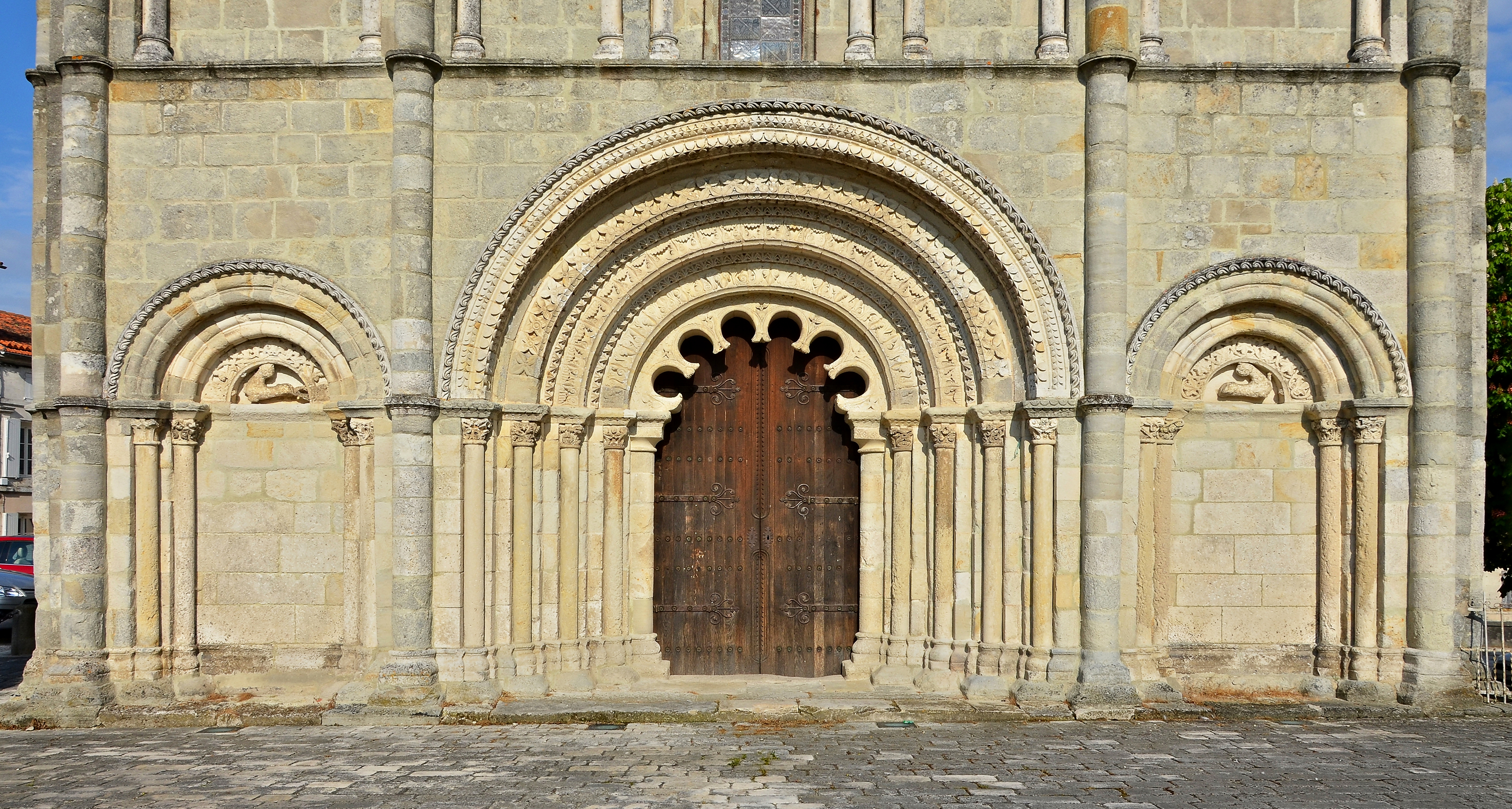
Le portail de l'église Saint-Denis de Montmoreau
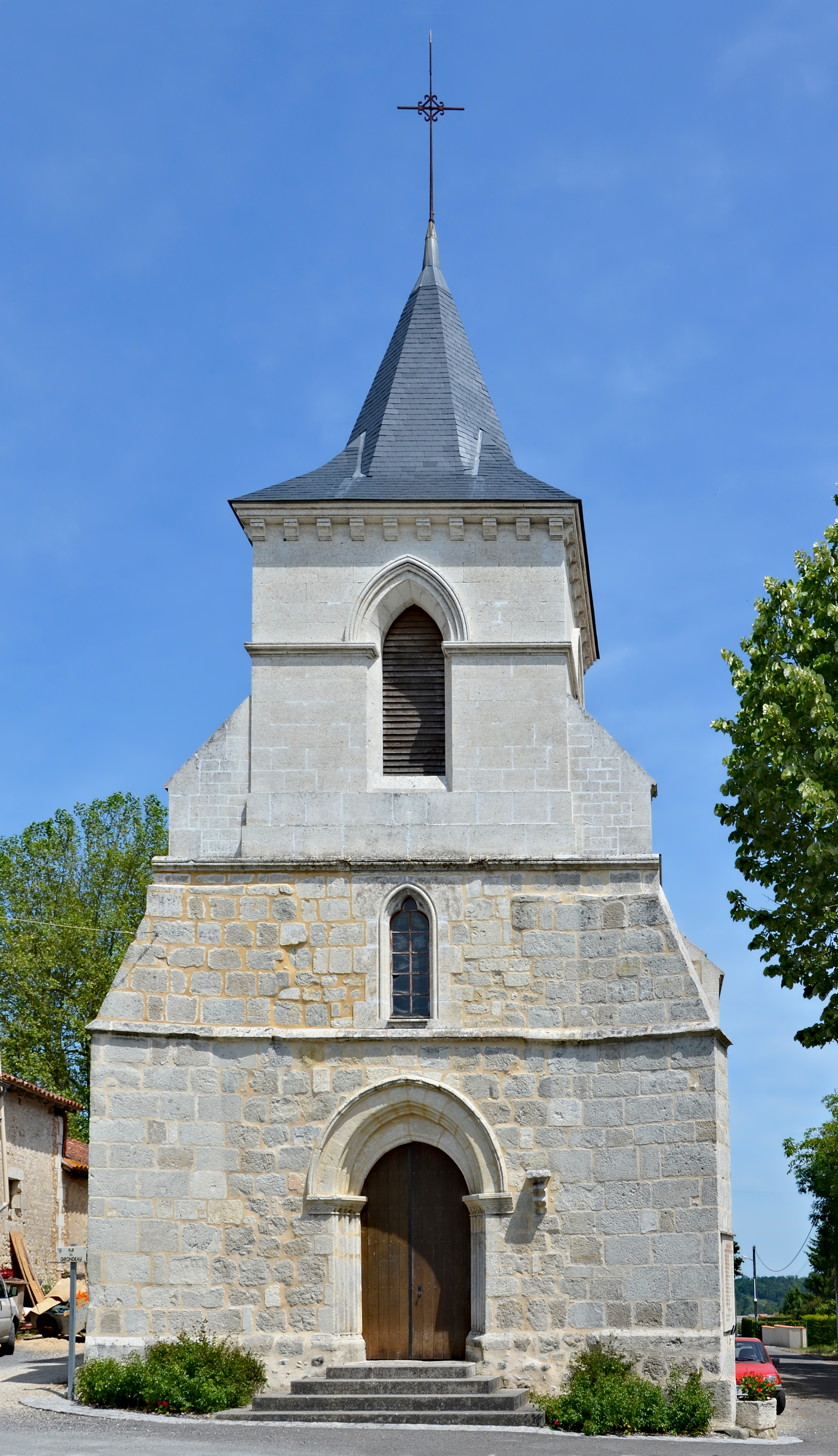
L'église Saint-Cybard de Saint-Cybard

### Patrimoine civil

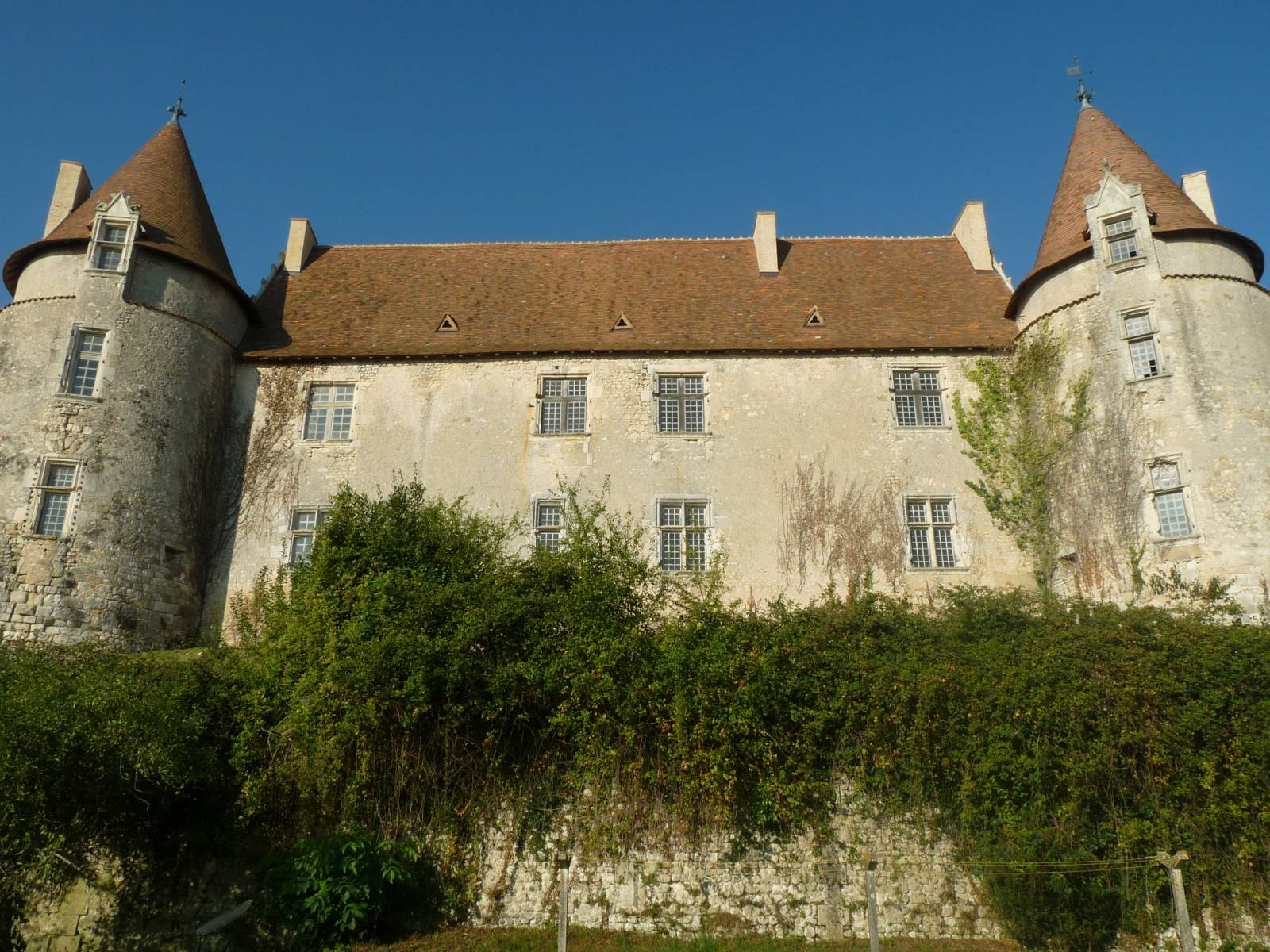
Le château de Montmoreau surplombant la vallée

La ville est surmontée par le château (propriété privée) datant du Moyen Âge. L'ensemble des bâtiments, y compris la chapelle, située dans les jardins, est classé monument historique depuis 1952. Son enceinte daterait du XIe siècle, le château a été détruit durant la guerre de Cent Ans, il n'en reste qu'une porte monumentale et le château actuel a été rebâti sur les remblais au XVe siècle sous forme d'un manoir à l'abri de ses enceintes.

### Personnalités liées à la commune
- Marc-René, marquis de Montalembert, né à Angoulême le 16 juillet 1714 et mort à Paris le 29 mars 1800, est un officier militaire, homme de lettres et ingénieur français, spécialisé dans les fortifications défensives et créateur de la fonderie de Ruelle. Il a été seigneur de Montmoreau.

### Héraldique
| Blason | Blasonnement : D’azur au château d’argent ajouré et ouvert du champ. |